# Kuzhorskaya
Kuzhorskaya (del ruso: Кужорская) es una stanitsa del raión de Maikop en la república de Adiguesia de Rusia. Está situada en la confluencia de los ríos Kuzhora y Seral, 20 km al norte de Tulski y 17 km al nordeste de Maikop, la capital de la república. Tenía 3 531 habitantes en 2010.
Es centro administrativo del municipio homónimo, al que pertenecen asimismo Karmir-Astj y Triojrechni.

## Historia
La localidad fue fundada en 1861. A finales del siglo XIX tenía 4 188 habitantes. Pertenecía hasta 1920 al otdel de Maikop del óblast de Kubán.

## Nacionalidades
De los 3 554 habitantes con que contaba en 2002, el 87 % era de etnia rusa, el 9.4 % era de etnia armenia, el 1.7 % era de etnia ucraniana y el 0.3 % era de etnia adigué.

## Personalidades
- Iar Elterrus (*1966), escritor fantástico ruso-israelí.
- Iván Sedin (1906-1972), político soviético.